# Zanella
Zanella — аргентинская машиностроительная компания, известный производитель мотоциклов и мотороллеров (крупнейший в Южной Америке). Штаб-квартира — в Буэнос-Айресе.

## История
Компания основана итальянскими эмигрантами — братьями Занелла в 1948 году. Поначалу фирма производила детали для автомобильной промышленности Аргентины. Первый мотоцикл был произведен в 1957 году по итальянской лицензии (Ceccato). С начала 1960-х начался экспорт продукции в Парагвай, Чили, Кубу, Бразилию, Италию, США и другие страны.